# Atotonilco el Bajo
Atotonilco el Bajo es una localidad o delegación perteneciente al municipio de Villa Corona, que se encuentra situado casi al centro del estado de Jalisco, a una distancia aproximada de 60 km de la capital del estado, Guadalajara. Se encuentra a la rivera de un lago, el que recibe el nombre toponímico de la localidad Laguna de Atotonilco el Bajo, algunas veces se le nombra como lago de Villa Corona. 
La ubicación geográfica de la población es latitud: 20°21′6.08″ N y longitud: 103°40′23.32″ O.
La palabra atotonilco proviene del Náhuatl o aztequismo que quiere decir: lugar de aguas termales. La etimología sería: atl, agua; totonqui, caliente; y co, locativo en. La red de agua potable es verdaderamente termal, con solo abrir la llave de agua (grifo), sale agua agradablemente templada.

## Toponimia
Atotonilco es palabra náhuatl que significa “lugar de agua caliente”.

## Clima
El clima es agradable casi todo el año, presentándose el temporal de lluvias y el de secas, el temporal de lluvias inicia con el verano boreal y se extiende hasta parte del otoño, suelen ocurrir varias tormentas fuertes en la región, mayormente, las lluvias son moderadas, no obstante las personas mayores cuentan de "culebras de agua" conocidas como trombas. El temporal de secas o tiempo de secas se divide en secas frías y secas calientes, el invierno es frío y seco sin llegar al punto de congelación y heladas ocasionales, la primavera es caliente y seca con cielos despejados y sol candente, siendo el clima en esta época bastante extremoso: fresco por la mañana y caluroso por la tarde.

## Vegetación
La vegetación de la región corresponde a chaparral: huizache, nopal (opuntia) y el árbol de guamúchil, también zacates de varios tipos. Una clase de vegetación digna de mención es el pitayo cuyo fruto es la pitaya (Stenocereus queretaroensis), una fruta dulce y aromática de textura suave al paladar, tiene una capa de espinas de fácil remoción, luego una cáscara delgada que protege el carnoso interior, son de diversos colores las hay desde el rojo intenso, morado, blanca y amarillas.

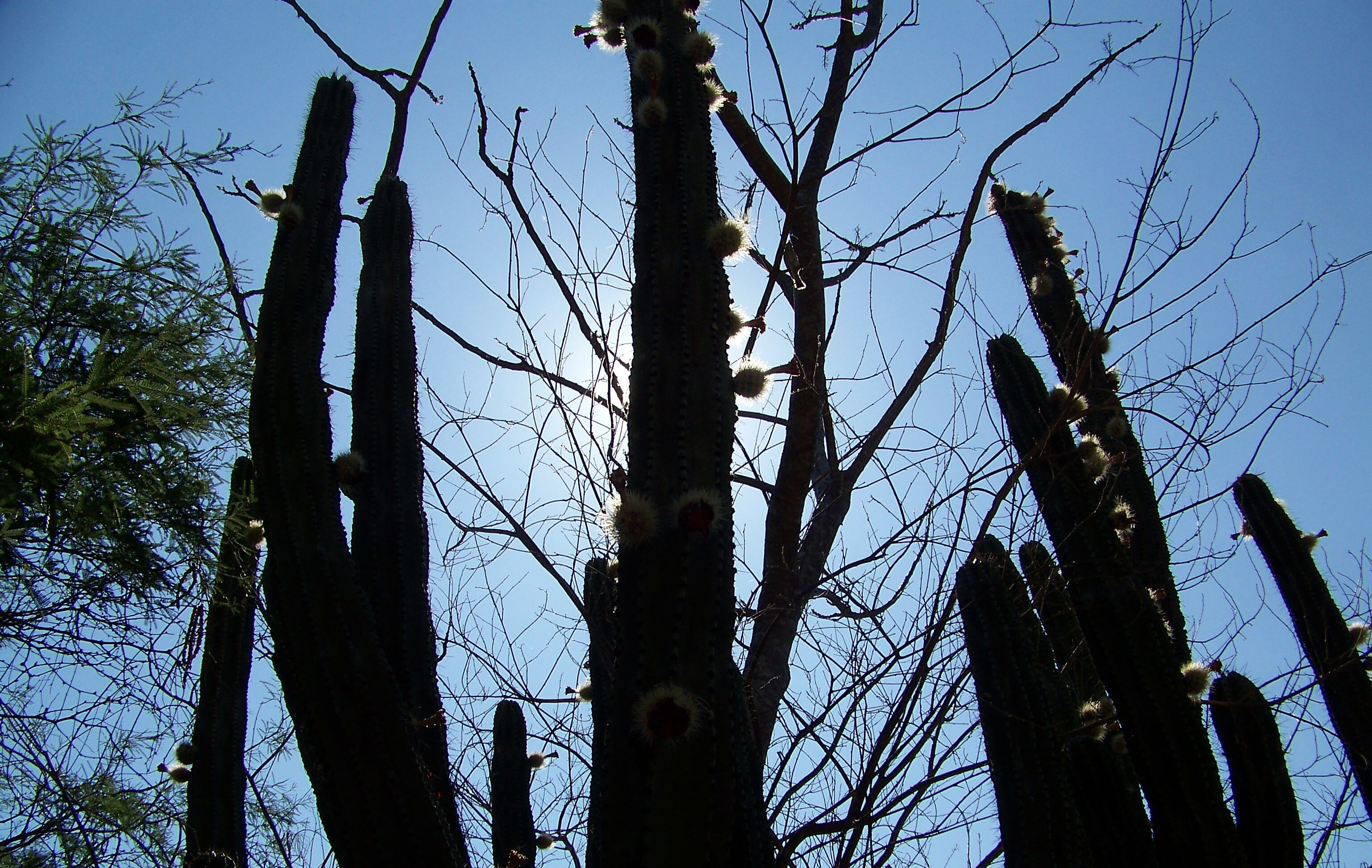
Pitayo en mayo.

## Fauna
La fauna es diversa.
Existen dos grandes poblaciones de animales, estos son la iguana y la ardilla, considerados como plaga o dañinos, ya que dañan las siembras.
Los animales autóctonos de la región son el ocelote, coatí, zorrillo, zopilote, patos, garzas, búhos, lechuzas, conejos, liebres y demás fauna menor.

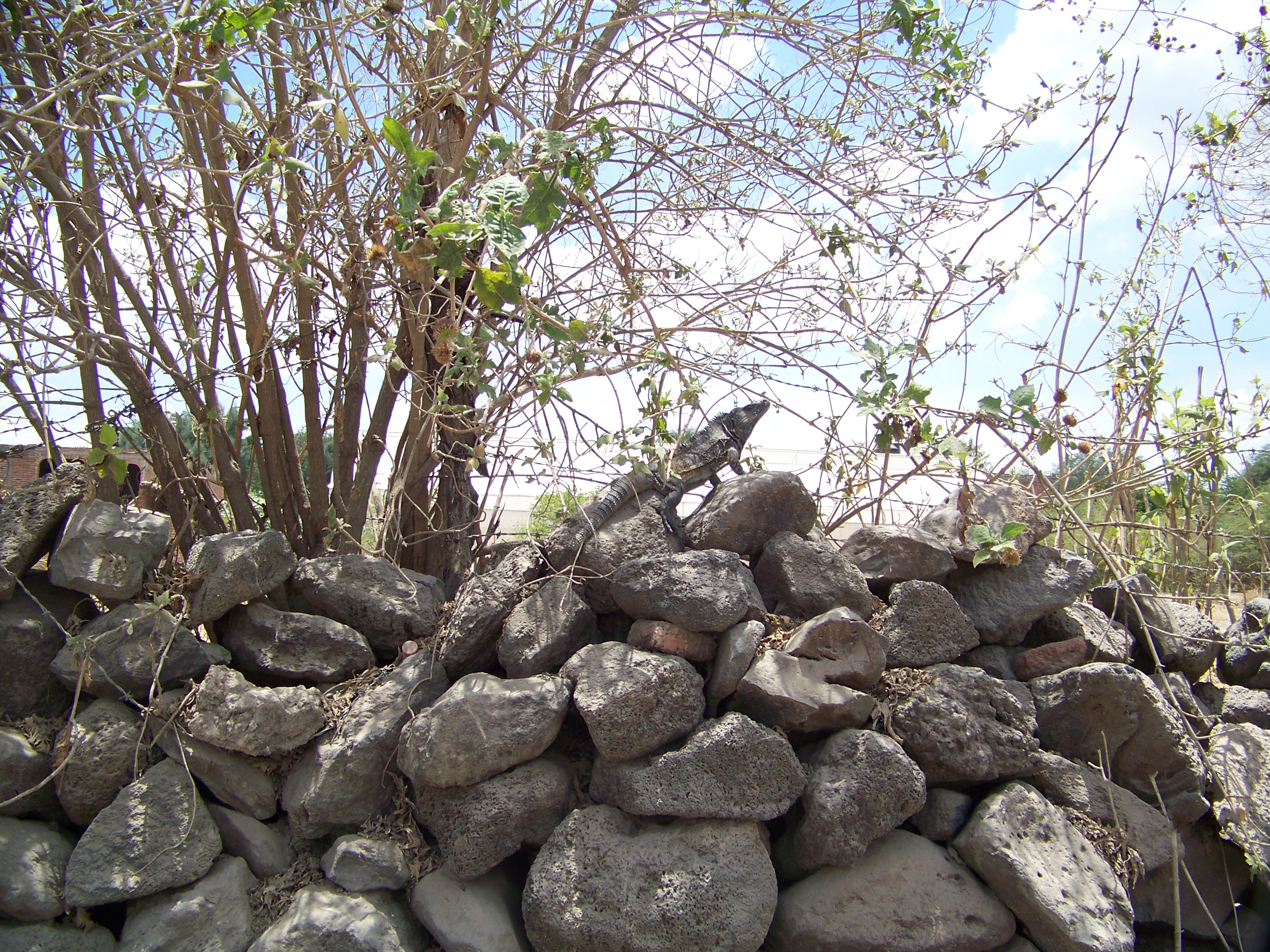
Iguana tomando sol.

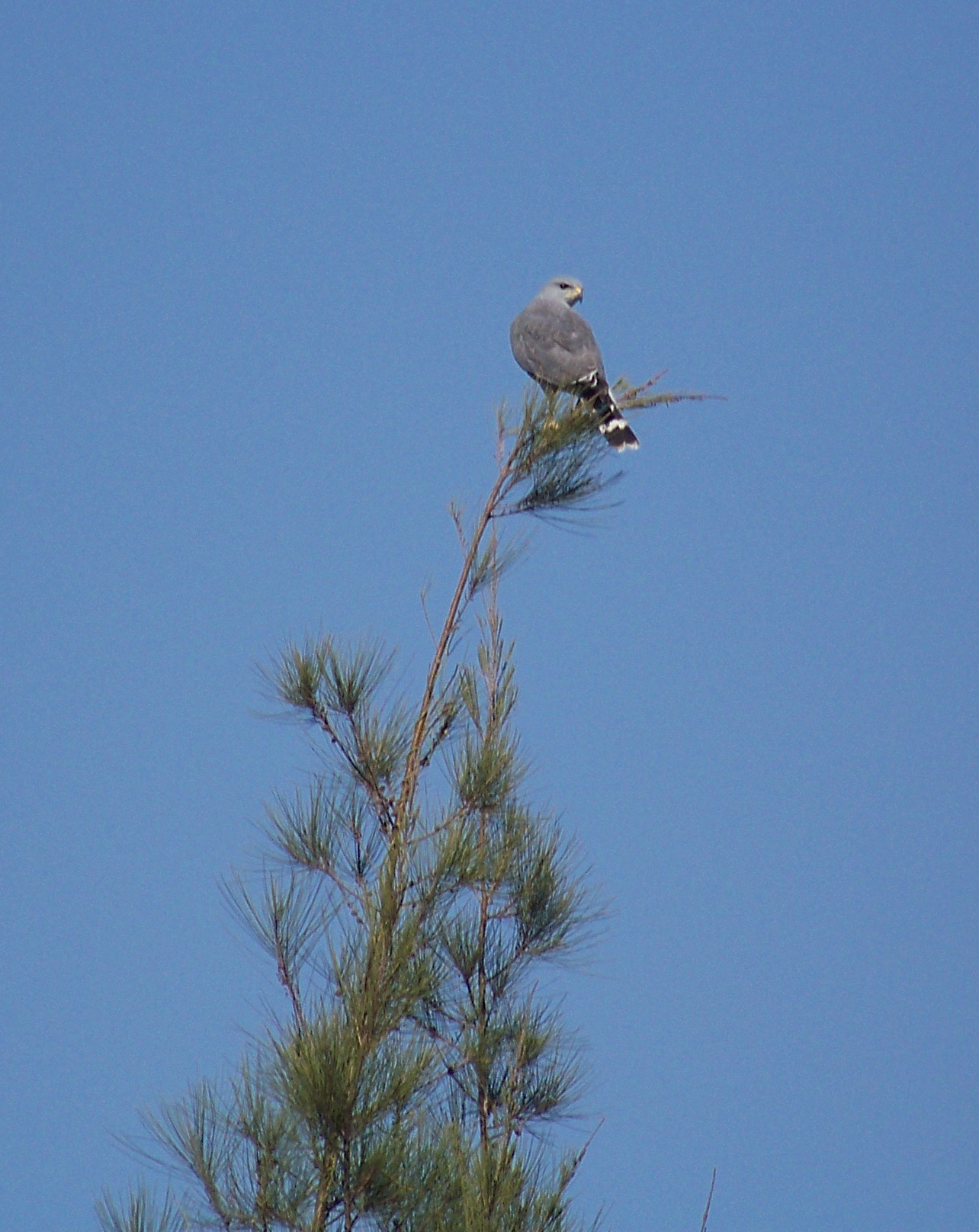
Halcón peregrino en Atotonilco el Bajo, Jalisco.

## Insectos
Existe en la localidad una gran diversidad de insectos, algunos de ellos pueden ser: hormigas, diversos tipos de mariposas, abejas, varios tipos de avispas, abejorros, saltamontes, grillos y luciérnagas en verano. Dos insectos se destacan, uno de ellos es la chicharra o cigarra, cuyo canto preconizan el temporal de lluvias dando un candor nostálgico a las calurosas tardes de mayo. El otro es el temible escorpión, siendo la primavera, seca y calurosa, propicia para su presencia en todos los rincones de las casas, por lo mismo hay que extremar cuidado y limpieza.

## Agricultura
La agricultura es básicamente de caña de azúcar a base de riego. Otras siembras de menor importancia como el maíz, guasana (una variedad de garbanzo), sorgo, mijo, tomate verde (de temporada) y agave (agave tequilana). En los últimos años, la producción del jitomate y el chile en invernadero ha tomado una importancia creciente en la economía de la región. En algunas escuelas primarias (educación básica), a los niños se les enseña a utilizar los invernaderos, gracias a empresarios de grandes compañías que promueven estas actividades. Los cultivos de subsistencia ocasional suelen ser la pitaya, la guayaba y el guamúchil, fruto del árbol del mismo nombre.

## Ganadería
La ganadería es una actividad secundaria y de baja producción en general. El ganado bovino es el principal, destinado al consumo de carne y la producción de lácteos. Otra actividad pecuaria corresponde a la producción de ganado caprino, éste para la elaboración de la famosa birria de chivo.

## Turismo
Además de su lago, cuenta con balnearios de aguas termales, siendo de mayor afluencia en los períodos de Semana Santa y Pascua, "Playa Sol" y "Vista Hermosa" sus nombres en dónde puedes además de pasar el día pernoctar en las instalaciones de los.mismos con precios muy accesibles y cerca de la comunidad. Las fiestas: la Semana Santa con sus tradicionales incendios de dolores que se realizan el viernes anterior a la Semana Santa y la semana mayor del domingo de ramos hasta el domingo de resurrección, en dónde podemos apreciar la escenificación de la Judea en vivo, la marcha del silencio por las calles del pueblo la noche del Viernes Santo, el rosario del pésame y el tendido de Cristo, altar monumental elaborado de madera, pino, huizache y laurel. La fiestas del sagrado corazón patrono de la parroquia con un triduo en su honor y que se realiza uno de los cuatro viernes de junio. Las fiestas patrias que inician con la elección de las candidatas a reinas de la comunidad, el baile de cómputo en dónde se otorgan los tres títulos La reina del pueblo, La madre patria, La reina de la Santa María. Y luego a días de los festejos 13, 14, 15 y16 de septiembre. Las fiestas marianas que tiene  lugar el 8 de diciembre y que son las celebraciones más importantes de la comunidad inician alrededor del 19 de noviembre, con vistosas entradas de cera, danzas bandas de guerra cohetes y flores además de poder apreciar un visto desfile de carros alegóricos en honor a la purísima, es la ocasión que el pueblo recibe a sus hijos ausentes. A pesar de que Atotonilco el Bajo no es cabecera municipal es visitado por turismo regional. La población está creciendo en número de habitantes que vienen a radicar que no es población local, debido a esto se están construyendo fraccionamientos y colonias nuevas.

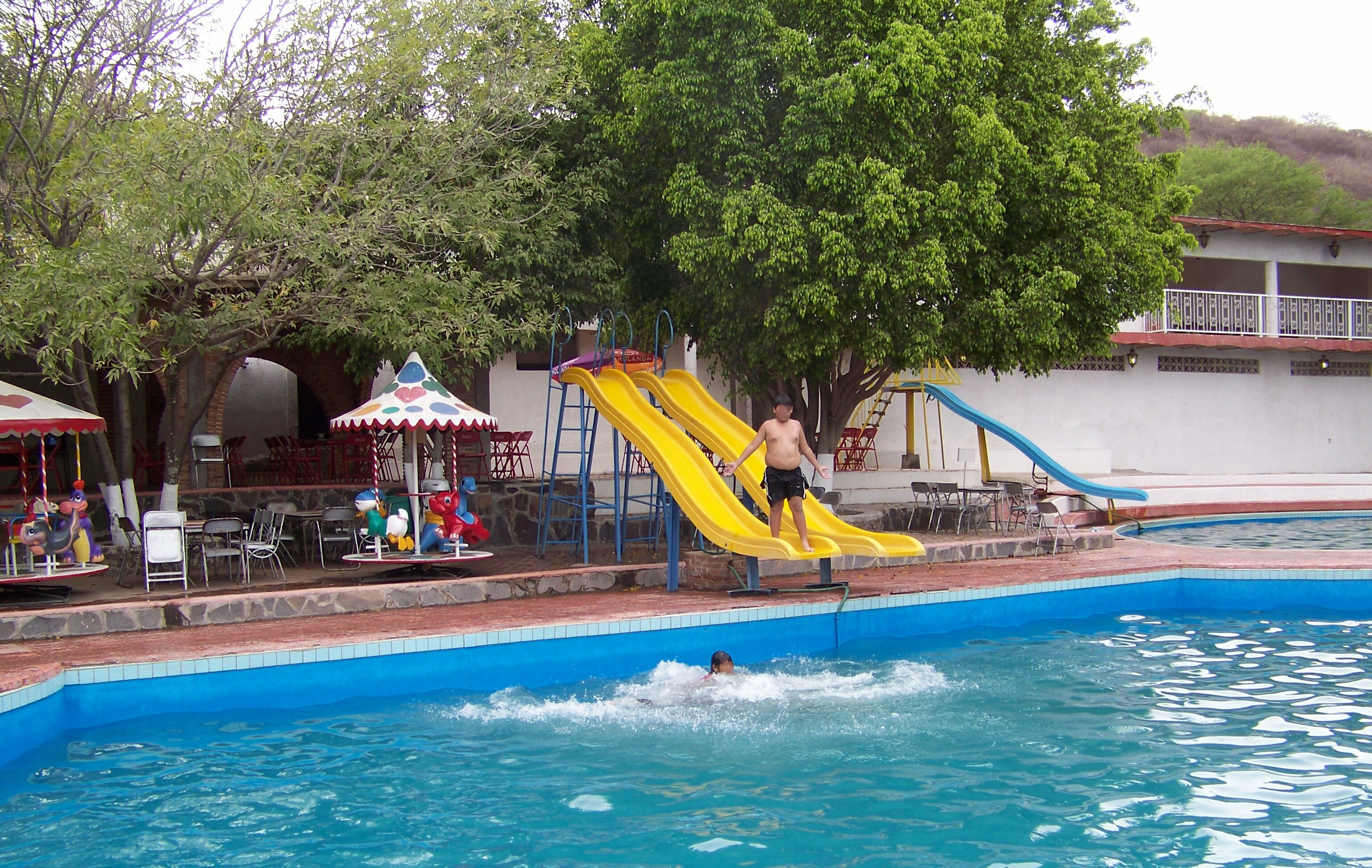
Balneario con aguas termales.

## Monumentos Históricos
El templo en ruinas del señor San Andrés que data del año 1639 y que junto con el hospital de indios de la purísima forman el complejo franciscano del siglo XVII.
Templo de La Purísima Concepción que se concluyó en el año 1704 y que fue concebido originalmente como hospital de indios es de arquitectura barroca en el observamos un reloj solar antiquísimos e imágenes en alto relieve de plantas animales y hasta unos músicos aludiendo a qué el pueblo es tierra de músicos y arte.
Templo del Sagrado Corazón de Jesús actualmente la sede parroquial inició su construcción el 1 de mayo de 1899 y se concluía el 12 de junio de 1912, es de estilo neoclásico fue remodelado en el año 1985/6 por el entonces párroco Fidencio Soto del Toro,
Aunque faltaría la fecha exacta de 
la fundación y la fecha de la tribu que habitaba en ese lugar, También  existen rumores que el pueblo se originó cercas de la mina de Tizate.

## Minería
Existe una mina a cielo abierto de diatomita, mejor conocido en el lugar como tizate, es un material de extrema blancura y una densidad muy baja, se puede levantar una gran roca con poco esfuerzo.
La roca de diatomeas tiene una importancia económica significativa: por sus propiedades refractarias, abrasivas, aglutinantes y absorbentes, es  usada como materia prima en la construcción y en la producción de fertilizantes, dentífricos, tamizantes, cosméticos, explosivos, microchips y materiales refractarios enriquecidos con sílice.

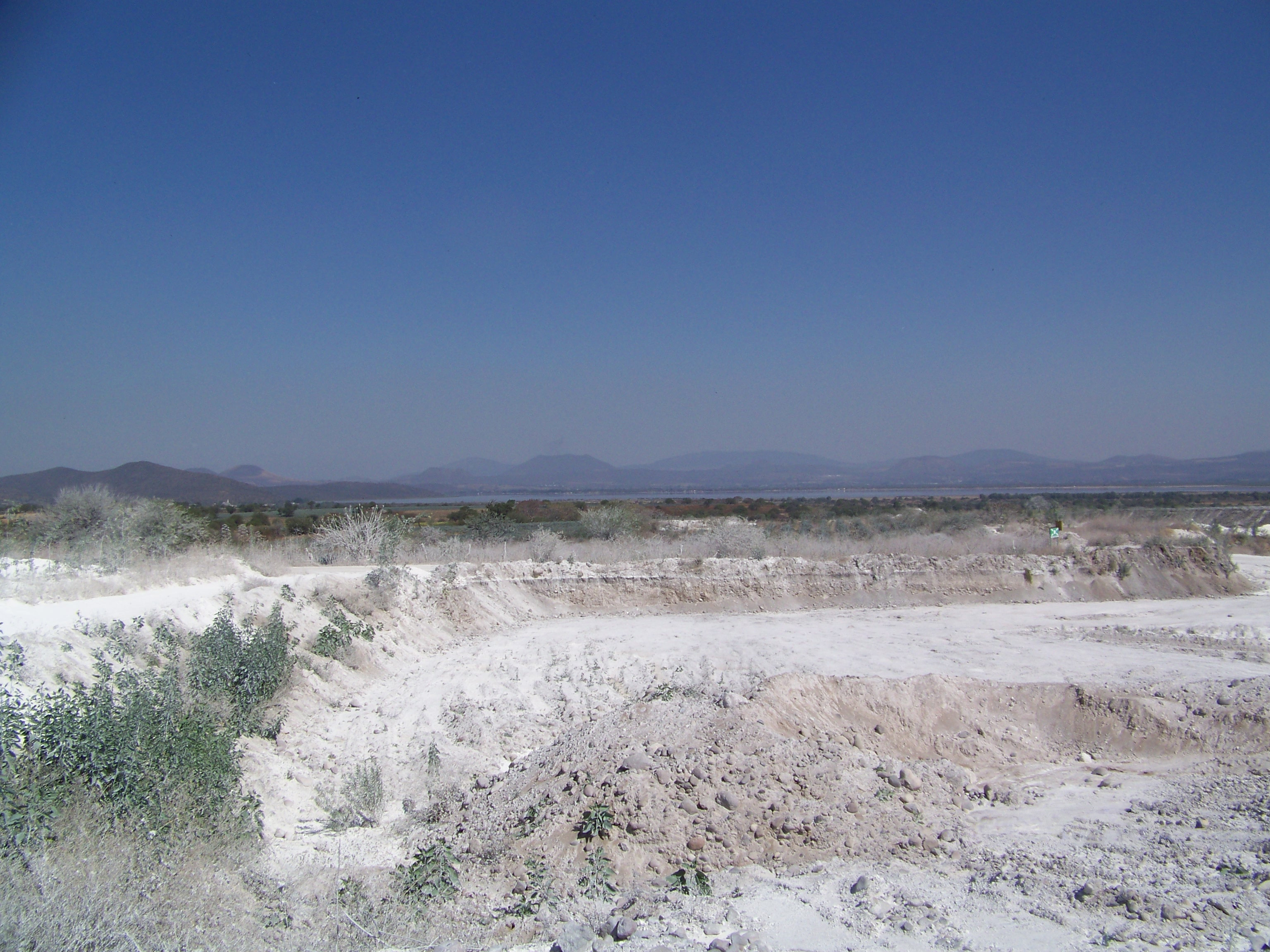
En primer plano la mina de tizate y al fondo la laguna.